# George Alexander Kohut
George Alexander Kohut est un rabbin progressiste, écrivain et bibliographe américain du XXe siècle (Stuhlweissenburg, 11 février 1874 - New York, 1933)

## Éléments biographiques
Fils d'Alexander Kohut, il entame ses études au gymnase de Grosswardein, où son père officie comme rabbin jusqu'en 1884, puis le suit à New York, continuant son éducation dans les public schools, puis à Columbia (1893-1895), l'Université de Berlin et à la Hochschule für die Wissenschaft des Judentums (1895-97). 
Revenu aux États-Unis en 1897, il devient rabbin du Temple Emanu-El à Dallas, Texas, pendant trois ans. En 1902, il devient surintendant de l'école religieuse du Temple Emanu-El de New York, et en 1904, il est conservateur adjoint de la bibliothèque du Jewish Theological Seminary of America. 
Bien que de santé fragile, il s'investit dans de nombreux projets éducatifs et communautaires, tels que des écoles et camps de vacances juifs. En 1915, il fonde l’Alexander Kohut Memorial Foundation to Foster Jewish Learning, faisant don la même année de la bibliothèque de son père à l'université Yale.

## Œuvre
G. A. Kohut a écrit sur de nombreux sujets touchant à la vie juive en Amérique, ainsi que des études bibliographiques concernant les travaux de son père :
- The Index to the Italian words in the Aruch (publié dans l’’Aruch Completum d'A. Kohut, vol. viii., 1892)
- Early Jewish Literature in America (Publications of the American Jewish Historical Society n° 3, 1895, pp. 103-147)
- A Memoir of Dr. Alexander Kohut's literary activity, sketched by his son George Alexander Kohut (in Proceedings of the Fourth Biennial Convention of the Jewish Theological Seminary Association, 1894)
- Sketches of Jewish Loyalty, Bravery, and Patriotism in the South American Colonies and the West Indies (in Simon Wolf, The American Jew as Patriot, Soldier, and Citizen, 1895)
- Jewish Martyrs Of The Inquisition In South America (1895 ; éd. Kessinger, réédition, 2007)
- Bibliography of the Writings of Prof. M. Steinschneider (in Steinschneider Festschrift, Leipzig, 1896)
- A literary autobiography of Mordecai Manuel Noah (American Jewish Historical Society, 1897)
- Semitic Studies: In Memory of Reverend Dr. Alexander Kohut (Berlin, 1897)
- Simon de Caceres and His Project to Conquer Chili (New York, 1897)
- Ezra Stiles And The Jews - Selected Passages From His Literary Diary Concerning Jews And Judaism (New York 1902, réédition, 2008)
- Royal Hebraists (1927)
- Beside the still waters, legends, lyrics, elegies (1912 ; 2de édition, 1934)

Il était également l'éditeur, dès 1902, de Helpful Thoughts, devenu Jewish Home, un périodique mensuel édité à New York. Il a en outre participé à la rédaction des deux articles dans la Jewish Encyclopedia sur son père et son oncle, Adolph Kohut.